# I Love Dick (serie de televisión)
I Love Dick, conocida en español como Amo a Dick y Mis experiencias sexuales con Dick, es una serie de televisión estadounidense del 2017 estrenada en Amazon Prime basada en la novela homónima de Chris Kraus, creada por Joey Soloway y Sarah Gubbins, y protagonizada por Kathryn Hahn, Griffin Dunne y Kevin Bacon. Cada episodio fue dirigido por distintas cineastas, incluyendo a la directora inglesa Andrea Arnold y la directora estadounidense Kimberly Peirce.
El piloto se estrenó el 19 de agosto de 2016 y la primera temporada se estrenó el 12 de mayo de 2017 en la plataforma de streaming. Tras el cambio de liderazgo en el departamento televisivo de Amazon Prime, el 17 de enero de 2018 la serie fue cancelada junto a One Mississippi y Jean-Claude Van Johhnson. Jeff Bezos, quien reemplazó a Roy Price en dicho departamento, declaró que buscaba producir series más grandes, comerciales y que conquisten al mercado internacional.

## Trama
Chris (Kathryn Hahn) es una artista y cineasta de Nueva York que acompaña a su marido Sylvère (Griffin Dunne) a Marfa, Texas, donde será parte de un programa de investigación. Al llegar a Marfa, Chris rápidamente se obsesiona con el patrocinador de la beca de Sylvère, Dick (Kevin Bacon), un artista plástico consagrado. Chris lidia con sus sentimientos a través de cartas no entregadas que describen explícitamente sus deseos sexuales. Sus interacciones conflictivas y frustrantes con Dick, así como la escritura de estas cartas, comienzan a afectar su perspectiva sobre su matrimonio, su trabajo y su confianza como artista y persona.

## Elenco

### Personajes principales
- Kathryn Hahn como Chris Kraus
- Kevin Bacon como Dick
- Griffin Dunne como Sylvère
- Roberta Colindrez como Devon
- Lily Mojekwu como Paula

### Personajes recurrentes
- Bobbi Menuez como Toby
- Sherry Cola como Natalie [4]
- Sebastián Cole como Lawrence
- Erik Álvarez como Sonny
- Leo Lungaro como Rod
- Rochelle Robinson como Helen

## Episodios
| N.º | Título                           | Dirección       | Guion                            | Trama |
| --- | -------------------------------- | --------------- | -------------------------------- | --- |
| 1   | "Piloto"                         | Joey Solloway   | Sarah Gubbins                    | Una pareja estancada se muda de Nueva York a Marfa, Texas. Las tensiones aumentan cuando la pareja cena con un celebrado artista y vaquero, Dick, despertando una fantasía sexual inusual.                  |
| 2   | "The conceptual fuck"            | Kimberly Peirce | Sarah Gubbins                    | La obsesión creciente de Chris se convierte en un pasatiempo divertido con su pareja. |
| 3   | "Scenes from a marriage"         | Andrea Arnold   | Heidi Schreck                    | Chris y Sylvère avanzan con un plan cuestionable, pero Dick les reta a algo que su matrimonio podría no soportar. Toby y Devon se separan.                                                                  |
| 4   | "Ilinx"                          | Andrea Arnold   | Carla Ching                      | Sylvère le pide a Chris que resuelva el daño que hizo, pero podría ser demasiado tarde. Las cartas de Chris acercan a Devon y Toby.                                                                         |
| 5   | "A short history of weird girls" | Joey Solloway   | Annie Baker y Heidi Schreck      | Las mujeres de Marfa exponen sus historias de deseo. |
| 6   | "This is not a love letter"      | Jim Frohna      | Esti Giordani y Diona Reasonover | Tras un gesto grandioso, Chris se enfrenta a una existencia sin Dick. Toby se vuelve viral gracias a un proyecto provocativo con el que Devon no está de acuerdo. Dick y Sylvère hacen una extraña alianza. |
| 7   | "The Barter economy"             | Andrea Arnold   | Dara Resnik                      | Dick cuestiona su rol en el instituto, creando una nueva oportunidad para Paula. Toby establece sus límites y Devon lleva su trabajo a otro lado. Chris y Sylvère llegan a una pausa.                       |
| 8   | "Cowboys and nomads"             | Andrea Arnold   | Sarah Gubbins y Heidi Schreck    | Sylvère escribe su propia carta mientras Chris explora una nueva realidad con Dick. La obra de Devon despierta a la población de Marfa.                                                                     |

## Premios y nominaciones
| Año  | Otorgar                                        | Categoría                                                                      | Nominación                                                                                         | Resultado | Ref. |
| ---- | ---------------------------------------------- | ------------------------------------------------------------------------------ | -------------------------------------------------------------------------------------------------- | --------- | ---- |
| 2018 | 75.ª edición de los Globos de Oro              | Mejor interpretación de un actor en una serie de televisión: musical o comedia | rowspan="" style="background-color:none;color:black; text-align:center; vertical-align:middle;" \| | [ 5 ]     |      |
| 2018 | 8° Premio del Gremio de Supervisores Musicales | Mejor supervisión musical en un musical o comedia televisiva                   | rowspan="" style="background-color:none;color:black; text-align:center; vertical-align:middle;" \| | [ 6 ]     |      |
| 2018 | 22.º Premios Satellite                         | Mejor actriz en una serie musical o de comedia                                 | rowspan="" style="background-color:none;color:black; text-align:center; vertical-align:middle;" \| |           |      |